# Трейсі Мортон-Роджерс
Трейсі Мортон-Роджерс (англ. Tracey Morton-Rodgers; нар. 18 грудня 1967) — колишня австралійська тенісистка.
Найвищу одиночну позицію світового рейтингу — 201 місце досягла 8 лютого 1993, парну — 94 місце — 29 липня 1991 року.
Найвищим досягненням на турнірах Великого шолома був чвертьфінал в змішаному парному розряді.

## Фінали Туру WTA

### Парний розряд (0-1)
| Результат | Дата                  | Турнір                    | Рівень      | Покриття | Партнерка    | Суперниці                      | Рахунок       |
| --------- | --------------------- | ------------------------- | ----------- | -------- | ------------ | ------------------------------ | ------------- |
| Поразка   | Fernleaf Classic 1989 | Веллінґтон, Нова Зеландія | Категорія 1 | Тверде   | Гайді Шпрунґ | Елізабет Смайлі Дженін Томпсон | 6–7(3–7), 1–6 |

## Фінали ITF
| турніри $50,000 |
| турніри $25,000 |
| турніри $10,000 |

### Одиночний розряд (1–3)
| Результат | Ранг | Дата              | Турнір                  | Покриття | Суперниця           | Рахунок  |
| --------- | ---- | ----------------- | ----------------------- | -------- | ------------------- | -------- |
| Поразка   | 1.   | 19 лютого 1989    | Аделаїда, Австралія     | Тверде   | Саллі Маккенн       | 3–6, 1–6 |
| Поразка   | 2.   | 11 листопада 1990 | Маунт-Гамбір, Австралія | Тверде   | Мішелл Джаггерд-Лай | 6–7, 3–6 |
| Перемога  | 1.   | 17 лютого 1991    | Мілдьюра, Австралія     | Трава    | Луїс Стейсі         | 6–3, 6–4 |
| Поразка   | 3.   | 10 березня 1991   | Бендіго, Австралія      | Трава    | Клер Томпсон        | 3–6, 2–6 |

### Парний розряд (3–8)
| Результат | Ранг | Дата            | Турнір                      | Покриття   | Партнерка       | Суперниці                       | Рахунок             |
| --------- | ---- | --------------- | --------------------------- | ---------- | --------------- | ------------------------------- | ------------------- |
| Поразка   | 1.   | 11 липня 1988   | Ерланген, Західна Німеччина | Ґрунт      | Ліса Вірасекера | Лінда Барнард Аманда Кетцер     | 2–6, 0–6            |
| Поразка   | 2.   | 1 серпня 1988   | Кіцбюель, Австрія           | Ґрунт      | Ліса Вірасекера | Петра Голубова Сильвія Штефкова | 6–7(4–7), 2–6       |
| Перемога  | 1.   | 12 вересня 1988 | Арцакена, Італія            | Тверде     | Енн Гросбек     | Роса Б'єльса Ханет Соуто        | 7–5, 6–1            |
| Перемога  | 2.   | 18 лютого 1991  | Водонга, Австралія          | Трава      | Елісон Скотт    | Крістін Кунс Клер Томпсон       | 6–4, 4–6, 7–6       |
| Поразка   | 3.   | 25 лютого 1991  | Канберра, Австралія         | Трава      | Елісон Скотт    | Лупіта Новело Бетсі Сомервілл   | 5–7, 6–3, 4–6       |
| Поразка   | 4.   | 1 березня 1992  | Маямі, США                  | Тверде     | Такаґі Тамака   | Ліндсі Девенпорт Каті Шлукебір  | 1–6, 3–6            |
| Поразка   | 5.   | 27 квітня 1992  | Джакарта, Індонезія         | Ґрунт      | Джулі Річардсон | Керрі-Енн Г'юз Крістін Кунс     | 6–7, 2–6            |
| Перемога  | 3.   | 24 січня 1994   | Остін, США                  | Тверде     | Софі Ам'яш      | Меймі Сеніза Марезе Жубер       | 7–6(10–8), 7–6(7–5) |
| Поразка   | 6.   | 6 лютого 1994   | Мідленд, США                | Тверде (i) | Вікі Пейнтер    | Еріка Адамс Джері Інгрем        | 1–6, 7–5, 4–6       |
| Поразка   | 7.   | 29 жовтня 1995  | Лейкленд, США               | Тверде     | Сандра Качіч    | Ева Мартінцова Елена Пампулова  | 6–1, 2–6, 1–6       |
| Поразка   | 8.   | 11 серпня 1996  | Остін, США                  | Тверде     | Одра Келлер     | Лакшмі Порурі Нана Міяґі        | 7–5, 5–7, 2–6       |